# سیریل آلبرت کلوز
سیریل آلبرت کلوز (انگلیسی: Cyril Clowes; ۱۱ مارس ۱۸۹۲ – ۱۹ مهٔ ۱۹۶۸) فرد نظامی اهل استرالیا بود. وی برندهٔ جوایزی همچون صلیب نظامی ۱۹۱۴-۱۹۱۸ (فرانسه) شده‌است.